# 에센부카 칸
에센부카 칸(Esen Buqa, ? ~ 1320년)은 차가타이 한국의 칸(재위 : 1310년 ~ 1320년)이며, 두아의 아들이다.
오고타이 한국을 멸망시킨 두아 칸 이후에 즉위한 에센부카 칸과 케벡 칸에 의해 차가타이 한국은 약 20여년간 중앙아시아의 분쟁에서 주도적 위치를 차지하게 되었다.
아유르바르와다는 일 한국의 울제이투과 동맹하여 원나라를 공격한 차가타이 한국의 에센 부카 1세에 대항하였다. 1316년 그는 에센부카를 격파하였고 에센부카의 사후에 케벡이 원나라와 화의하였다.
그는 케벡 칸을 계승하였다가 사후에 케벡 칸에 의해 계승되었다.